# ماركوس موراليس
ماركوس موراليس (بالإسبانية: Marcos Morales Sarmiento)‏ هو مجدف أرجنتيني وإسباني، ولد في 4 يناير 1976 في بوينس آيرس في الأرجنتين.

## وصلات خارجية
- ماركوس موراليس على موقع الاتحاد الدولي للتجديف (الإنجليزية)
- ماركوس موراليس على موقع اللجنة الأولمبية الدولية (الإنجليزية)
- ماركوس موراليس على موقع أوليمبيديا (الإنجليزية)